# Sounds of Silence
Sounds of Silence – drugi album duetu Simon & Garfunkel, wydany 17 stycznia 1966. Tytuł albumu jest lekką modyfikacją tytułu znajdującego się nań utworu „The Sound of Silence”, który początkowo został wydany jako „The Sounds of Silence” i stał się pierwszym hitem duetu. Singel ten został już wcześniej wydany – w wersji akustycznej znalazł się na płycie Wednesday Morning, 3 A.M., a także na ścieżce dźwiękowej do filmu Absolwent. Simon & Garfunkel w oryginalnym nagraniu piosenki nie wykorzystali instrumentów elektrycznych oraz perkusji, dopiero studio Boba Dylana wykonało overdubbing.
Zdjęcie umieszczone na okładce albumu wykonano w Franklin Canyon Park w Los Angeles.

## Lista utworów
Strona pierwsza
1. „The Sounds of Silence” – 3:08
Nagrany: 10 marca 1964, 15 czerwca 1965
2. „Leaves That Are Green” – 2:23
Nagrany: 13 grudnia 1965
3. „Blessed” – 3:16
Nagrany: 21 grudnia 1965
4. „Kathy's Song” – 3:21
Nagrany: 21 grudnia 1965
5. „Somewhere They Can't Find Me” – 2:37
Nagrany: 5 kwietnia 1965
6. „Angie” (Bert Jansch) – 2:17
Nagrany: 13 grudnia 1965

Strona druga
1. „Richard Cory” – 2:57
Nagrany: December 14, 1965
2. „A Most Peculiar Man” – 2:34
Nagrany: 22 grudnia 1965
3. „April Come She Will” – 1:51
Nagrany: 21 grudnia 1965
4. „We've Got a Groovey Thing Goin'” – 2:00
Nagrany: 5 kwietnia 1965
5. „I Am a Rock” – 2:50
Nagrany: 14 grudnia 1965

Utwory bonusowe (wznowienie z 2001)
1. „Blues Run The Game” (Jackson C. Frank) – 2:55
Nagrany: 21 grudnia 1965
2. „Barbriallen” (tradycyjny) – 4:06
Nagrany: 8 lipca 1970
3. „Rose of Aberdeen” (tradycyjny) – 2:02
Nagrany: 8 lipca 1970
4. „Roving Gambler” (tradycyjny) – 3:03
Nagrany: 8 lipca 1970

## Listy przebojów
| Lista (1966)    | Najwyższa pozycja |
| --------------- | ----------------- |
| UK Albums Chart | 13                |
| Billboard 200   | 21                |

## Twórcy
- Paul Simon – wokal, gitara
- Art Garfunkel – wokal
- Fred Carter, Jr. – gitara
- Larry Knechtel – klawisze
- Glen Campbell – gitara
- Hal Blaine – perkusja